# Вронтадос
Вронта̀дос (на гръцки: Βροντάδος) е град в централната източна част на остров Хиос, Гърция. До 2011 е административен център на дем Омируполи, ном Хиос.